# Copa Norte 2021
La Copa Norte 2021 será la segunda edición de este torneo, disputado entre el campeón de la Copa Jujuy y el campeón de la Copa Salta. Se realizará en el mes de agosto de 2022, más precisamente en los días 16 y 23, coincidiendo en este último caso con el 210° aniversario del Éxodo Jujeño.

## Sistema de disputa
Se corresponde con una serie final, disputada a doble partido, entre el ganador de Copa Jujuy 2021, y el ganador de Copa Salta 2021.
En caso de empate se juegan 30 minutos de alargue y, si persiste la paridad, se disputa una tanda de penales para definir al campeón.

## Equipos participantes
| Bandera de la Provincia de Jujuy | Bandera de la Provincia de Salta     |
| -------------------------------- | ------------------------------------ |
| Club Atlético Gimnasia y Esgrima | Club Deportivo La Merced (La Merced) |
| Campeón de la Copa Jujuy 2021    | Campeón de la Copa Salta 2021        |
|                                  |                                      |

## Partidos

### Ida
| 1  | Guardameta     | Bandera de ? |  |
| 4  | Defensa        | Bandera de ? |  |
| 2  | Defensa        | Bandera de ? |  |
| 6  | Defensa        | Bandera de ? |  |
| 3  | Defensa        | Bandera de ? |  |
| 11 | Centrocampista | Bandera de ? |  |
| 5  | Centrocampista | Bandera de ? |  |
| 10 | Centrocampista | Bandera de ? |  |
| 8  | Centrocampista | Bandera de ? |  |
| 7  | Delantero      | Bandera de ? |  |
| 9  | Delantero      | Bandera de ? |  |
| DT | DT             | Bandera de ? |  |

| 1  | Guardameta     | Bandera de ? |     |
| 4  | Defensa        | Bandera de ? |     |
| 2  | Defensa        | Bandera de ? |     |
| 6  | Defensa        | Bandera de ? |     |
| 3  | Defensa        | Bandera de ? |     |
| 11 | Centrocampista | Bandera de ? |     |
| 5  | Centrocampista | Bandera de ? |     |
| 10 | Centrocampista | Bandera de ? |     |
| 8  | Centrocampista | Bandera de ? |     |
| 7  | Delantero      | Bandera de ? | 45' |
| 9  | Delantero      | Bandera de ? |     |
| DT | DT             | Bandera de ? |     |

|  | Delantero | Bandera de ? | Entró |

| Anotado |

| Árbitro | Bandera de ? |

| 1  | Guardameta     | Bandera de ? |  |
| 4  | Defensa        | Bandera de ? |  |
| 2  | Defensa        | Bandera de ? |  |
| 6  | Defensa        | Bandera de ? |  |
| 3  | Defensa        | Bandera de ? |  |
| 11 | Centrocampista | Bandera de ? |  |
| 5  | Centrocampista | Bandera de ? |  |
| 10 | Centrocampista | Bandera de ? |  |
| 8  | Centrocampista | Bandera de ? |  |
| 7  | Delantero      | Bandera de ? |  |
| 9  | Delantero      | Bandera de ? |  |
| DT | DT             | Bandera de ? |  |

| 1  | Guardameta     | Bandera de ? |     |
| 4  | Defensa        | Bandera de ? |     |
| 2  | Defensa        | Bandera de ? |     |
| 6  | Defensa        | Bandera de ? |     |
| 3  | Defensa        | Bandera de ? |     |
| 11 | Centrocampista | Bandera de ? |     |
| 5  | Centrocampista | Bandera de ? |     |
| 10 | Centrocampista | Bandera de ? |     |
| 8  | Centrocampista | Bandera de ? |     |
| 7  | Delantero      | Bandera de ? | 45' |
| 9  | Delantero      | Bandera de ? |     |
| DT | DT             | Bandera de ? |     |

|  | Delantero | Bandera de ? | Entró |

| Anotado |

| Árbitro | Bandera de ? |

### Vuelta
| 1  | Guardameta     | Bandera de ? |  |
| 4  | Defensa        | Bandera de ? |  |
| 2  | Defensa        | Bandera de ? |  |
| 6  | Defensa        | Bandera de ? |  |
| 3  | Defensa        | Bandera de ? |  |
| 11 | Centrocampista | Bandera de ? |  |
| 5  | Centrocampista | Bandera de ? |  |
| 10 | Centrocampista | Bandera de ? |  |
| 8  | Centrocampista | Bandera de ? |  |
| 7  | Delantero      | Bandera de ? |  |
| 9  | Delantero      | Bandera de ? |  |
| DT | DT             | Bandera de ? |  |

| 1  | Guardameta     | Bandera de ? |     |
| 4  | Defensa        | Bandera de ? |     |
| 2  | Defensa        | Bandera de ? |     |
| 6  | Defensa        | Bandera de ? |     |
| 3  | Defensa        | Bandera de ? |     |
| 11 | Centrocampista | Bandera de ? |     |
| 5  | Centrocampista | Bandera de ? |     |
| 10 | Centrocampista | Bandera de ? |     |
| 8  | Centrocampista | Bandera de ? |     |
| 7  | Delantero      | Bandera de ? | 45' |
| 9  | Delantero      | Bandera de ? |     |
| DT | DT             | Bandera de ? |     |

|  | Delantero | Bandera de ? | Entró |

| Anotado |

| Árbitro | Bandera de ? |

| 1  | Guardameta     | Bandera de ? |  |
| 4  | Defensa        | Bandera de ? |  |
| 2  | Defensa        | Bandera de ? |  |
| 6  | Defensa        | Bandera de ? |  |
| 3  | Defensa        | Bandera de ? |  |
| 11 | Centrocampista | Bandera de ? |  |
| 5  | Centrocampista | Bandera de ? |  |
| 10 | Centrocampista | Bandera de ? |  |
| 8  | Centrocampista | Bandera de ? |  |
| 7  | Delantero      | Bandera de ? |  |
| 9  | Delantero      | Bandera de ? |  |
| DT | DT             | Bandera de ? |  |

| 1  | Guardameta     | Bandera de ? |     |
| 4  | Defensa        | Bandera de ? |     |
| 2  | Defensa        | Bandera de ? |     |
| 6  | Defensa        | Bandera de ? |     |
| 3  | Defensa        | Bandera de ? |     |
| 11 | Centrocampista | Bandera de ? |     |
| 5  | Centrocampista | Bandera de ? |     |
| 10 | Centrocampista | Bandera de ? |     |
| 8  | Centrocampista | Bandera de ? |     |
| 7  | Delantero      | Bandera de ? | 45' |
| 9  | Delantero      | Bandera de ? |     |
| DT | DT             | Bandera de ? |     |

|  | Delantero | Bandera de ? | Entró |

| Anotado |

| Árbitro | Bandera de ? |

| Campeón |

| Predecesor: 2019 | II Copa Norte Campeón: | Sucesor: 2022 |